# Evenkis
Os evenques ou evenki (evenque: Эвэнкил (Evenkīl); em russo:  Эвенки, transl. Evenki; antes chamados tungues, tungus ou tunguz) são um povo tungúsico no norte da Ásia, da Rússia, sendo reconhecidos como um dos povos indígenas do norte do país, com população de 35.600 pessoas (Censo da Rússia de 2002). Na China, os evenques formam uma dos 56 grupos étnicos indígenas da República Popular da China, sendo cerca de 35.500 pessoas conforme o Censo de 2000.

## Evenques na Rússia

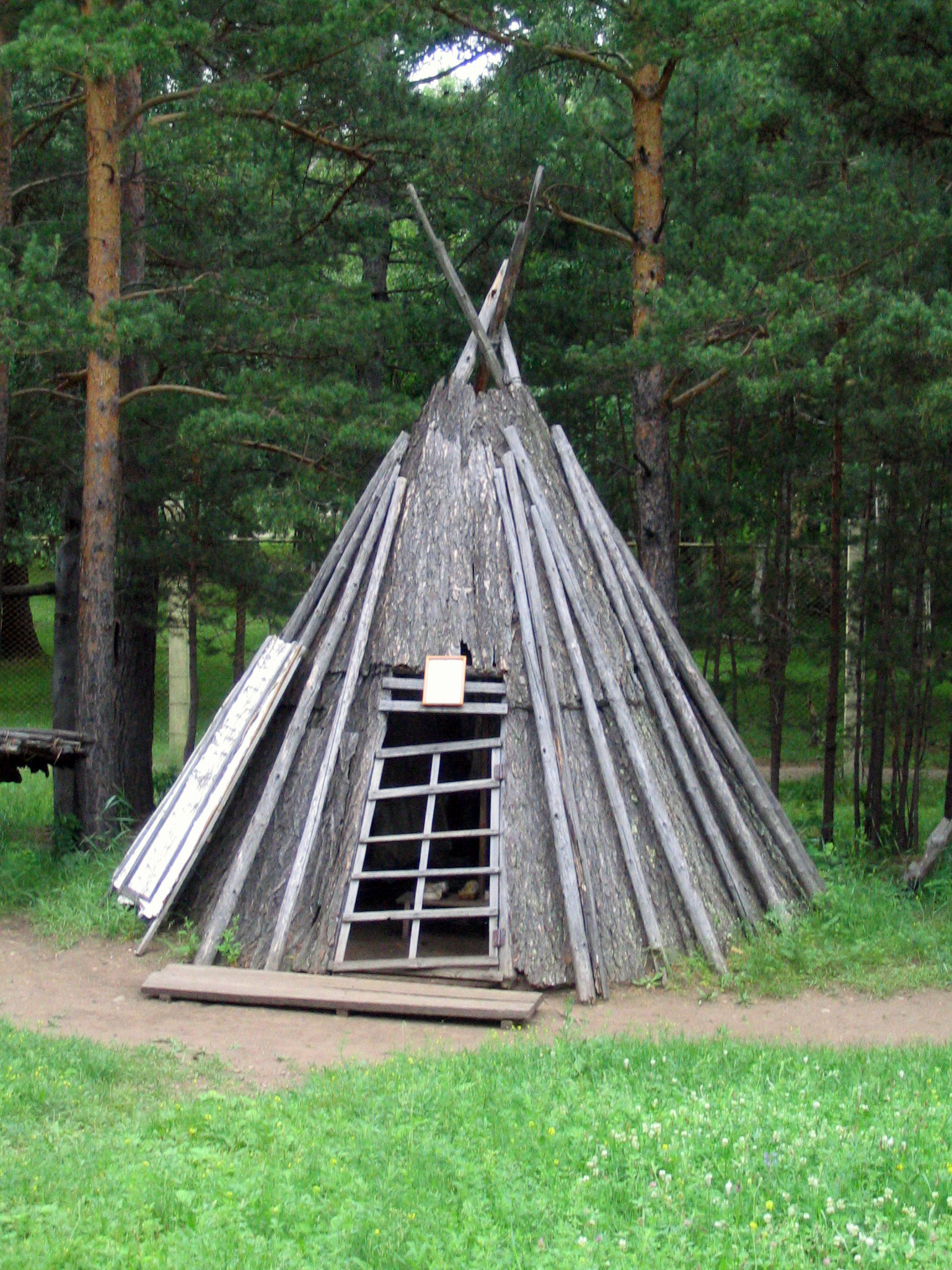
Casa evenque- Museu etnográfico de Ulan Ude, Rússia

Os evenques pertencem em termos antropológicos aos tipos Baikal ou Paleo-Siberianos dos Mongóis, os quais deram origem, a partir dos "Paleo-Siberanos", aos povos localizados desde o Rio Yenissei até o Mar de Okhotsk.
Os evenques eram conhecidos como tungus. Essa designação era usual entre os russos desde o século XVII e já era usada antes pelos Yakuts e pelos Tatars da Sibéria (na língua Yakut). Os evenques se auto denominam de diversas maneiras, dentre as mais usadas estão even, evenk. Evenque se tornou a denominação oficial em 1931. Alguns grupos evenques se auto denominam orochen ('habitante do rio Oro, orochon ('criador de Renas'), ile ('ser humano'), etc. Algumas vezes as designações de locais foram usadas como auto designações desse grupo étnico, tais como manjagir, birachen, solon, etc.
Muitos desses nomes de locais foram usados mesmo por diferentes etnias. Há um grupo similar siberiano de nome Evens (antes eram Lamuts), que, mesmo relacionados aos evenques, são considerados hoje como uma etnia separada.
Os evenques se distribuem num território muito amplo na Taiga siberiana  desde o Rio Ob a oeste até o Mar de Okhotsk no leste, desde o Oceano Ártico até o norte da Manchúria e Sacalina ao sul, num habitat com área aproximada de 2,5 milhões de km². Em toda Rússia, apenas os próprios russos habitam um território tão amplo. Conforme a estrutura administrativa da Rússia, os evenques vivem, do leste para o oeste, desde o Oblast Sacalina, Krai Khabarovsk,  República Sakha Buryatia, Oblasts Amur, Chita, Irkutsk, Okrug Autônomo evenque, Krai Krasnoyarsk, Oblasts Tomsk e Tyumen. No território onde são os habitantes titulares, Okrug Autônomo evenque, vivem 3800 dos 35.500 evenques, conforme o Censo russo de 2002, havendo cerca de 18.200 evenques na República Sakha;
A língua evenque é mais falada dentre as do grupo Norte das línguas Manchu / Tungús, grupo que ainda as línguas Even e Negidal;

## Evenques na China
Conforme o Censo de 2000, há 35.500 evenques na China, formados principalmente pelos sub-grupos solons e khamnigans. Cerca de 89% dos evenques da China vivem na região de Hulunbuir no norte da  Mongólia interior, nas proximidades da cidade de Hailar. A Bandeira Autônoma Evenque fica também próximo a Hulunbuir. Há cerca de 3 mil evenques nas cercanias da província Heilongjiang;
A Dinastia Qing em 1763 transferiu 500 famílias de evenques solons e 500 dos Daur para as áreas de Tacheng e Kuldja, visando fortalecer as fronteiras oeste do Império. No ano seguinte 1020 famílias (4000 pessoas) xibes foram também transferidas. Desde então os solons de Xinjiang se assimilaram a outros grupos étnicos locais e não mais se identificaram como tal.

## Religião
Antes dos contatos com os Russos, a religião dos evenques era o xamanismo. Embora muitos deles tenham aderido à religião Lamaísmo (a mais importante forma do Budismo Mahayama tibetano), a maioria dos evenques tanto na Rússia como na China são nominalmente Cristãos ortodoxos. Junto com seus correlatos Evens e algumas poucas tribos da Sibéria, eles são uns dos poucos da Ásia que praticam a Igreja Cristã Ortodoxa, adotada por eles voluntáriamente, sem terem sido forçados a isso, desde a expansão da Rússia na Sibéria.